# Тихашков, Алексей Михайлович
Алексей Михайлович Тихашков — советский хозяйственный, государственный и политический деятель, Герой Социалистического Труда.

## Биография
Родился в 1922 году в деревне Шолтово. Член КПСС.
Участник Великой Отечественной войны. С 1920 года — на хозяйственной, общественной и политической работе. В 1946—1982 гг. — монтажник на восстановлении Свирской ГЭС, монтажник ГЭС «Нива-2» и «Нива-3», монтажник Карповской насосной станции Волго-Донского судоходного канала, монтажник Разданской ГЭС, бригадир монтажников Камского участка треста «Спецгидроэнергомонтаж», бригадир монтажников Сталинградской ГЭС, на строительных работах в Армении, затем на Саратовской и Чебоксарской ГЭС, слесарь по ремонту турбин участка «ВолгаСГЭМ».
Указом Президиума Верховного Совета СССР от 25 июля 1957 года присвоено звание Героя Социалистического Труда с вручением ордена Ленина и золотой медали «Серп и Молот».
Умер в Волжском в 2009 году.